# Liste der denkmalgeschützten Objekte in Hinzenbach
Die Liste der denkmalgeschützten Objekte in Hinzenbach enthält die denkmalgeschützten, unbeweglichen Objekte der Gemeinde Hinzenbach in Oberösterreich (Bezirk Eferding).

## Denkmäler
| Foto |                 | Denkmal                                  | Standort                                      | Beschreibung | Metadaten                                                                                      |
| ---- | --------------- | ---------------------------------------- | --------------------------------------------- | --- | ---------------------------------------------------------------------------------------------- |
| ja   | Datei hochladen | Bildstock HERIS-ID: 8139 Objekt-ID: 4087 | bei Chr.-Zeller-Weg 1 Standort KG: Hinzenbach | Im Ortsteil Wagrein steht auf dem Parkplatz vor dem Gemeindeamt ein spätgotischer, aus Granit gefertigert Tabernakelpfeiler. Am Schaft achteckig, geht er oben in eine viereckige Form über. Darauf ruht ein vierseitiger Tabernakel mit rechteckigen Öffnungen, bekrönt von einer Steinpyramide mit Kreuz. | BDA-Hist.: Q37996594 Status: § 2a Stand der BDA-Liste: 2025-06-30 Name: Bildstock GstNr.: 49/1 |